# Ángel Fernández Artime
Ángel Fernández Artime, né le 21 août 1960, est un prêtre catholique espagnol des Salésiens de Don Bosco, qui est élu Recteur Majeur des Salésiens le 24 mai 2014. Par cette élection, il devient le dixième successeur de Don Bosco, le premier Espagnol et le troisième non-italien à devenir recteur dans l'histoire salésienne. Il était supérieur provincial de León en Espagne, puis dans le sud de l'Argentine, et s'apprêtait à prendre la responsabilité de la province de Séville lorsqu'il fut élu recteur majeur. 
Le pape François le crée cardinal le 30 septembre 2023.

## Biographie
Ángel Fernández Artime naît en 1960 à Gozón-Luanco dans les Asturies, en Espagne, dans une famille de pêcheurs. En 1970, sa famille déménage à Astudillo, Palencia, où il s'inscrit en internat. Trois ans après son entrée à l'école salésienne de León, il rejoint l'Ordre salésien, faisant sa première profession religieuse à 18 ans. En 1987, il est ordonné prêtre à 26 ans dans cette même ville.
Il est reçu bachelier en théologie pastorale, en philosophie et en pédagogie de l'université de Valladolid.
Après son ordination, il débute son ministère comme professeur de religion au collège salésien Santo Angel d'Avilés, dans les Asturies. Il est plus tard directeur du collège salésien d'Ourense.
Comme membre de la province salésienne de León, Ángel Fernandez est membre du Conseil provincial et vice-provincial. Il est supérieur de cette province de 2000 à 2006. Il est ensuite choisi pour travailler avec les organisateurs du 26e chapitre général de l'ordre à Rome en 2008. En 2009, il est élu provincial de l'Argentine Sud, qui a son siège à Buenos Aires. Après sa désignation à un nouveau poste de provincial à Séville, en Espagne, il est élu, par le Conseil général, Recteur Majeur de l'ordre. Ángel Fernandez travaille avec le cardinal Jorge Mario Bergoglio à Buenos Aires, avant l'élection pontificale de ce dernier. En tant que nouveau supérieur de son Ordre, il préside l'ouverture des célébrations mondiales du 200e anniversaire de Jean Bosco le 24 janvier 2014 à Turin.
Le 9 juillet 2023, le pape François annonce son intention de le créer cardinal lors d'un consistoire prévu le 30 septembre suivant,. Il l'a aussi autorisé à terminer son mandat à la tête des Salésiens jusqu'au 31 juillet 2024. Il est le premier religieux en exercice à la tête de son ordre à être créé cardinal. A l'occasion de ce consistoire il reçoit le titre de cardinal-diacre de Santa Maria Ausiliatrice in via Tuscolana.
Par dérogation au motu proprio Cum Gravissima, signé par le pape Jean XXIII en 1962, qui stipule que tous les cardinaux doivent être ordonnés évêques, il n’a pas reçu l’ordination épiscopale, il est le premier cardinal éligible sans ordination épiscopale depuis Roberto Tucci en 2001.
Le 5 mars 2024, le pape François le nomme archevêque titulaire d'Ursona (de). Le 20 avril 2024, il est consacré évêque à la basilique Sainte-Marie-Majeure à Rome par le cardinal Emil Paul Tscherrig, nonce apostolique émérite, assisté du cardinal Cristóbal López Romero, salésien et archevêque de Rabat et de Luc Van Looy, aussi salésien et évêque émérite de Gand. Il est ordonné lors de la même cérémonie que Giordano Piccinotti, lui aussi salésien et président de l'Administration du patrimoine du siège apostolique. Lors de sa consécration, Ángel Artime annonce sa démission comme supérieur des Salésiens en date du 16 août 2024.
Le 6 janvier 2025, il est nommé pro-préfet du dicastère pour les Instituts de vie consacrée et les sociétés de vie apostolique, avec sœur Simona Brambilla  comme préfète.
Le 16 juillet 2025, le pape Léon XIV le nomme légat pontifical pour les basiliques de San Francesco et Santa Maria degli Angeli d'Assise en remplacement du cardinal Agostino Vallini.